# Stahl- und Brückenbau Niesky
Die Stahl- und Brückenbau Niesky GmbH war ein Unternehmen, dessen Kerngeschäftsfelder der Stahlbrückenbau sowie der schwere Stahlhochbau waren. Der Stahlbau in Niesky in der Oberlausitz entwickelte sich im Laufe seines 170-jährigen Bestehens zu einem leistungsstarken Standort für den Stahlhoch-, Brücken- und Sonderstahlbau.

## Geschichte
Mit der Errichtung der Maschinenfabrik J. E. Christoph im Jahre 1869 wurde die Tradition des Stahlbaues in der Region Niesky begründet. Christoph begann in seinem Werk mit der Fertigung von Weichen, Drehscheiben, Dampfkesseln, Eisenkonstruktionen und eisernen Brücken. Die Maschinenfabrik J. E. Christoph gehörte demzufolge zu den ersten Betrieben in Deutschland, die sich mit dem Bau eiserner Brücken befassten. Damit gehört das Stahlbauunternehmen zu den ältesten in Deutschland und hat in seiner über 155-jährigen Geschichte maßgeblich zur Entwicklung des Stahlbaus beigetragen.
Zum 1. November 1939 erfolgte die Ausgliederung der Abteilung Stahl- und Brückenbau aus der Christoph & Unmack AG zur Stahlbau Niesky GmbH. Laut Handelsregisterauszug Amtsgericht Niesky wurde die Stahlbau Niesky GmbH am 9. April 1940 eingetragen und der Gesellschaftsvertrag zum 15. März 1940 festgestellt. Nach der Enteignung und Verstaatlichung 1946 wurde die Christoph & Unmack AG und die Stahlbau Niesky GmbH wieder unter gemeinsamer Leitung und in Treuhänderschaft der SMAD gestellt.
Auf der Grundlage des Beschlusses der Landesregierung und eines Volksentscheides vom 30. Juni 1948 war der Betrieb in Volkseigentum überführt worden unter dem gemeinsamen Namen VEB LOWA Waggon-, Holz- und Stahlbau Niesky OL. Den Bestrebungen, den Stahlbau als Betriebsabteilung dem Waggonbau einzugliedern und das Fertigungssortiment anzupassen, wurde erfolgreich widerstanden. Am 1. Januar 1952 wurde der Betrieb selbständig und führte seine Geschäfte in den Folgejahren innerhalb der VVB Stahlbau unter dem Namen VEB Stahlbau Niesky.
Von 1969 bis 1990 gehörte das Unternehmen mit ca. 600 Beschäftigten als Werk Niesky zum Metallleichtbaukombinat.
Die 13 Werke des MLK sowie das Ingenieurbüro, das Forschungsinstitut und der Projektierungsbetrieb Plauen wurden am 15. Juni 1990 auf der Grundlage des Treuhandgesetzes in selbständige GmbH umgewandelt. Gleichzeitig erfolgte die Bildung der Mitteldeutschen Industrieanlagen und Stahlbau GmbH (MIAS) als Holdinggesellschaft, der neben der Stahlbau Niesky GmbH drei weitere Unternehmen angehörten.
Zur Beschleunigung der Umstrukturierung in den Unternehmen und Verbesserung der Voraussetzungen für eine Privatisierung hatte der Vorstand und Verwaltungsrat der Treuhandanstalt Ende 1992 beschlossen, sanierungswürdige Betriebe in fünf Management-Kommanditgesellschaften unter Leitung sanierungserfahrener Unternehmerpersönlichkeiten zu organisieren.
In Konsequenz wurden 1993 der Stahlbau Niesky und die Betriebe in Leipzig, Ruhland und Parey als Werke der Mitteldeutschen Stahlbau GmbH (MSB)
in die EREL Verwaltungs GmbH & Management Co. KG übernommen. Mit dem Sanierungskonzept der EREL zur Schaffung wettbewerbsfähiger Fertigungsstandorte für ingenieurtechnisch anspruchsvollen Stahlbau und die Entwicklung zum Generalunternehmen für komplette Bauleistungen wurden für das Werk Niesky die Finanzierung von Investitionen im Umfang von 15,8 Mio. DM gesichert. Bereits am 18. September 1995 konnte die neue Produktionshalle nach umfangreichen Baumaßnahmen in Betrieb genommen werden und die Jahresfertigung erreichte 1996 10.650 t. Damit war eine moderne spezialisierte Stahlbauwerkstatt für den Brückenbau und den schweren Stahlhochbau entstanden.
Die Privatisierung der MSB mit den Niederlassungen Stahlbau Niesky, Industriestahlbau Leipzig und Stahlbau Paray konnte 1997 mit der Übernahme durch die zur Lentjes-Gruppe der Metallgesellschaft gehörende Stahlbau Plauen GmbH abgeschlossen werden.
Am 1. Juli 2001 wurde das Werk Niesky von der mg Engineering Stahlbau Plauen GmbH an die DFA Industriemontage Meerane GmbH verkauft und die Stahl- und Brückenbau Niesky GmbH gegründet. Anderweitige Interessen des Gesellschafters zum Erhalt des Unternehmens, trotz gefüllter Auftragsbücher, führte am 6. Oktober 2019 zur Eröffnung eines Insolvenzverfahrens in Eigenverwaltung für 124 Mitarbeiter. Die Stahl- und Brückenbau Niesky GmbH wurde im Einvernehmen zwischen dem in der Schweiz lebenden belgischen Eigentümer Herrn Pierson und dem Insolvenzverwalter am 5. Dezember 2019 liquidiert und im Handelsregister gelöscht. Am 16. März 2020 wurde die Stahl Technologie Niesky GmbH als Tochtergesellschaft der DSD Industriemontagen GmbH in Delitzsch neu gegründet und setzt die Tradition des Stahlbaues in Niesky fort.
- 1869–1922 Maschinenfabrik J. E. Christoph
- 1922–1939 Christoph & Unmack AG, Abt. Stahl- und Brückenbau
- 1939–1948 Stahlbau Niesky GmbH
- 1948–1952 VEB LOWA Waggon-, Holz- und Stahlbau Niesky OL
- 1952–1969 VEB Stahlbau Niesky
- 1969–1990 VEB Metallleichtbaukombinat, Werk Niesky
- 1990–1993 Stahlbau Niesky GmbH – ein Unternehmen der Mitteldeutschen Industrieanlagen und Stahlbau GmbH (MIAS)
- 1993–1997 MSB Mitteldeutsche Stahlbau GmbH, Werk Stahlbau Niesky
- 1997–1998 Stahlbau Plauen GmbH, Werk Niesky
- 1998–2001 mg engineering Stahlbau Plauen GmbH, Werk Niesky
- 2001–2019 Stahl- und Brückenbau Niesky GmbH
- 2019–2020 Stahl- und Brückenbau Niesky GmbH (iL)
- seit 2020 Stahl Technologie Niesky GmbH

## Stahlbrückenbau
Der Stahlbrückenbau begann in Niesky im Jahre 1869. Bereits 1872 wurde die erste Brücke für die ungarische Nord-Ost-Bahn ausgeliefert. Mit dem Ausbau der Schienennetze folgten Brückenaufträge aus Russland und Rumänien. Im Jahre 1900 wurden eine Straßenbrücke und eine Eisenbahnbrücke für die Elbüberquerung bei Torgau realisiert. Bis zum Ersten Weltkrieg folgten viele Aufträge für Brücken über die Oder, die Havel, den Bober und die Saale.

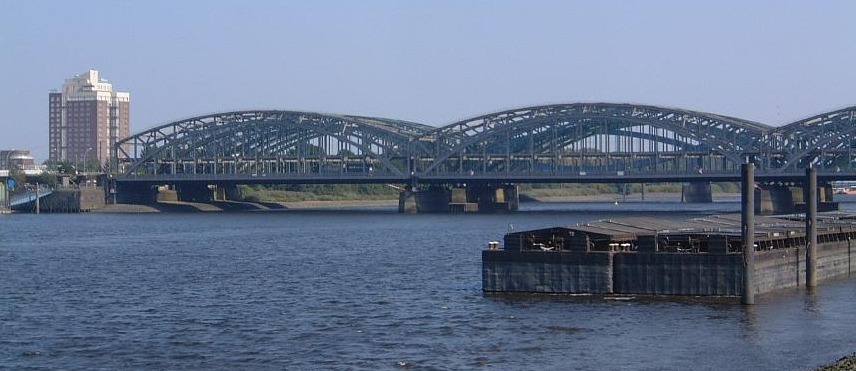
Norderelbbrücke Hamburg erbaut 1928

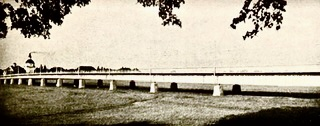
Schlachthofbrücke Dresden (1931)

Ein besonders markantes Bauwerk wurde in den Jahren 1926/27 mit einem Gesamtgewicht von 5.525 t in Arbeitsgemeinschaft unter Federführung von Niesky realisiert. Der Anteil von Niesky an der Norderelbbrücke betrug allein 2.800 t der genieteten Stahlkonstruktion.
Nachdem ab 1928 mit dem Verschweißen für untergeordnete Bauteile begonnen wurde, beteiligte man sich Ende 1930 an der Ausschreibung für die Schlachthofbrücke (Dresden). Im Wettbewerb mit dem Entwurf einer Holzbrücke erhielt Niesky diesen Auftrag auch wegen der niedrigeren Kosten. Die Brücke hatte mit 502 t eine Gesamtlänge von 315 m und war damals die größte vollgeschweißte Brücke der Welt. Niesky wurde somit zum Vorreiter des Schweißens im Stahlbrückenbau.
Ein weiterer Meilenstein für die Entwicklung der Schweißtechnik war die Realisierung der Mühlenfließbrücke bei Rüdersdorf im Zuge der Autobahn A 10. In Arbeitsgemeinschaft mit der Firma Beuchelt Grünberg (Schlesien) wurde das geschweißte Stahltragwerk von ca. 1.000 m Länge und einer Gesamtmasse von 6.450 t in den Jahren 1935 bis 1937 unter Verwendung des hochfesten Stahles St 52 errichtet. Im Januar 1938 sorgten bei großer Kälte zwei verformungslose Sprödbrüche an den vollwandigen Hauptträgern ohne nennenswerte Verkehrslasten für einen Präzedenzfall in der Geschichte des Brückenbaues. Diesem Schadensfall folgte eine rege Forschungstätigkeit zur Klärung der Sprödbruchursachen bei geschweißten Bauteilen und zur Werkstoffauswahl. Der höherfeste Baustahl St 52 wurde danach in seiner chemischen Zusammensetzung festgeschrieben.
Nach dem Zweiten Weltkrieg wurde mit Brückenreparaturen auf der Bahnstrecke nach Hoyerswerda und vor allem in und um Berlin begonnen. Bald folgten Brückenneubauten in Zusammenarbeit mit der Firma Beuchelt & Co. Könnern in Riesa (1955–1956), Torgau (1963) und Magdeburg (1963). Ingenieurtechnisch besonders anspruchsvolle Vorhaben in dieser Zeit waren der Bau der Fähranlage Saßnitz (1955–1958) und der S-Bahn-Brücke am Adlergestell in Berlin (1964). Hervorzuheben ist auch der Neubau der Elbebrücke Riesa (1964–1966) mit einer ca. 14,3 m hohen Stabbogenbrücke im mittleren Feld der Schifffahrtsöffnung und einer Spannweite von 101,4 m.

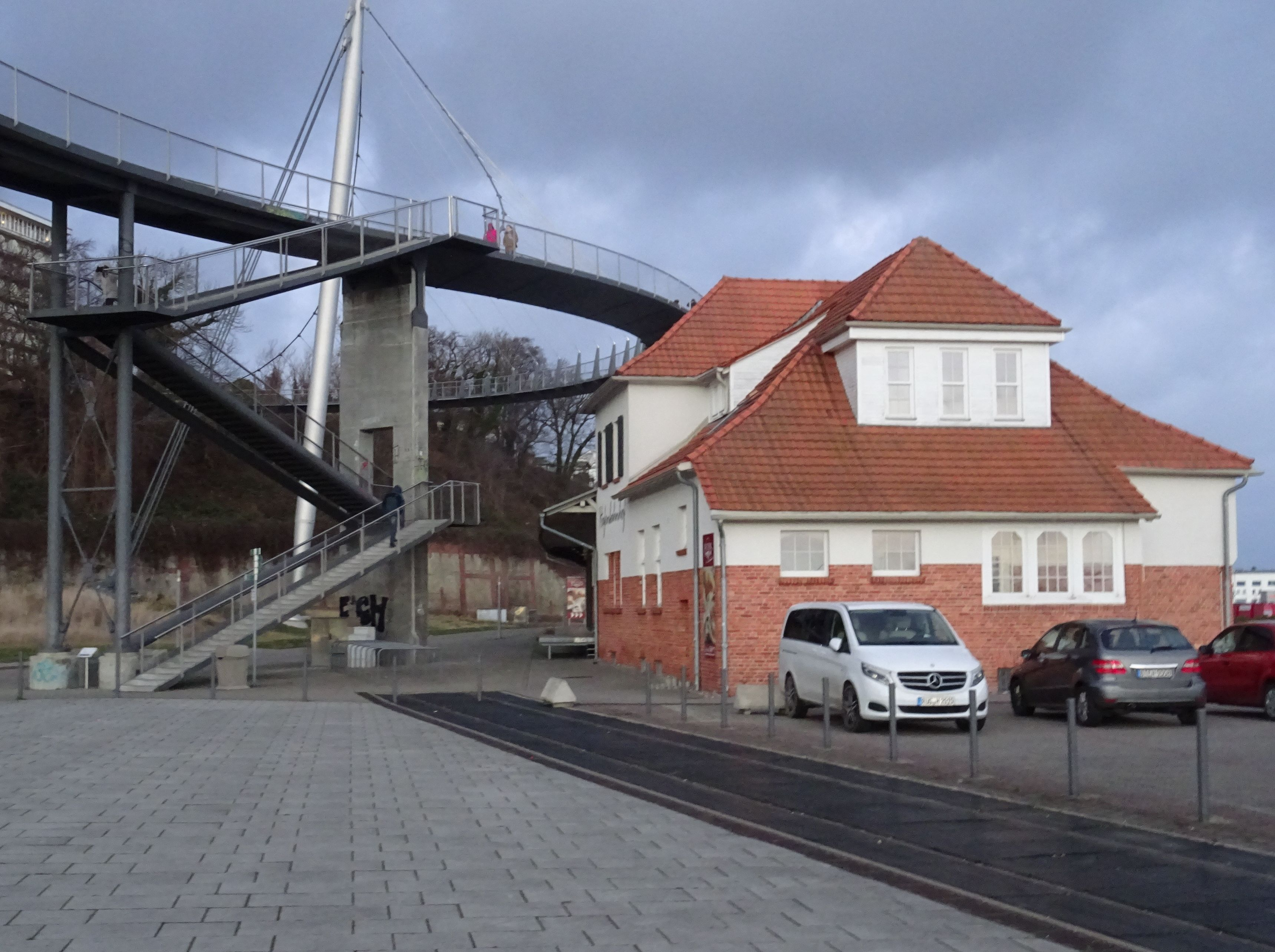
Fähranlage Saßnitz (1955–1958)
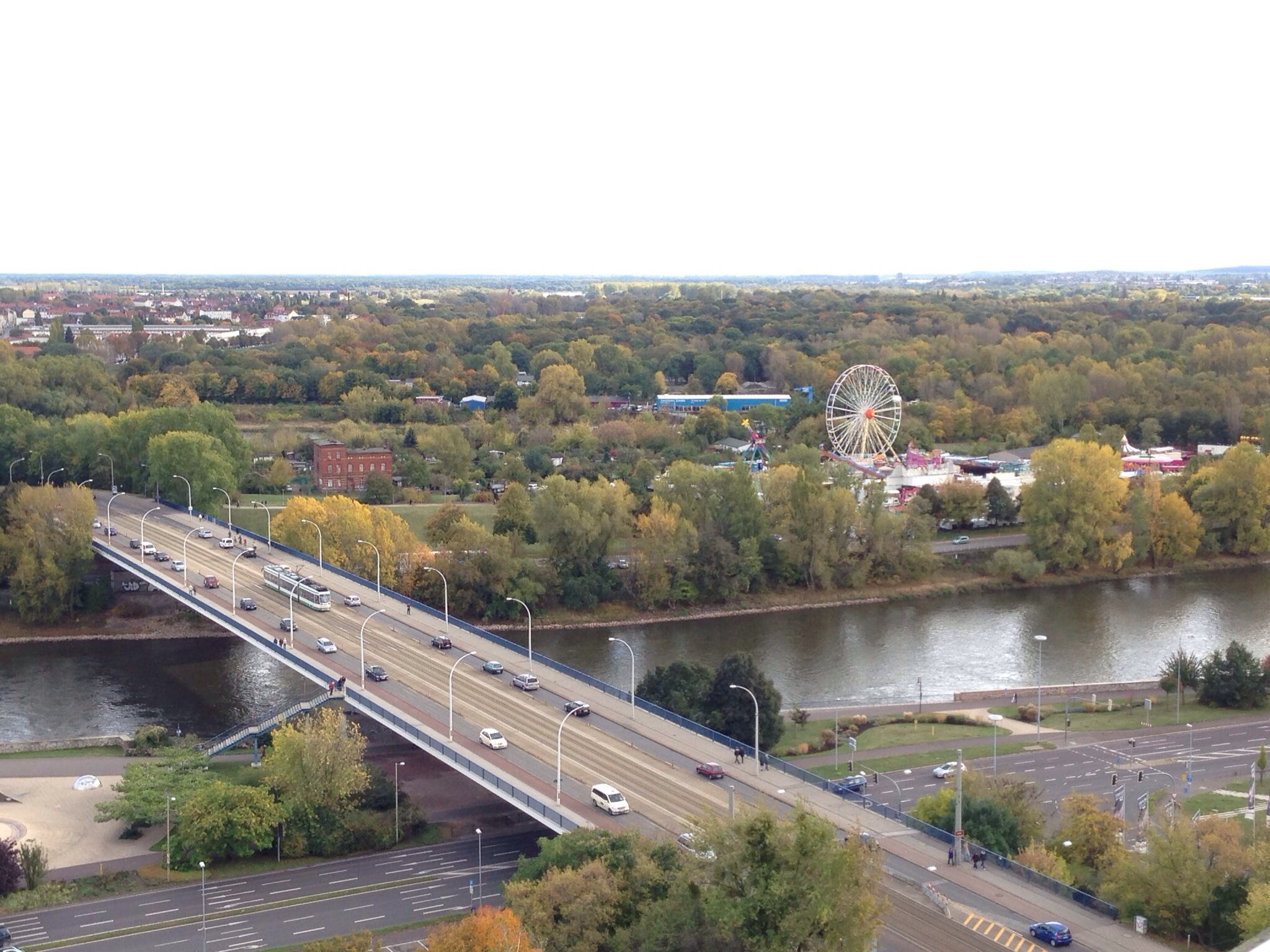
Strombrücke Magdeburg (1962–1965)
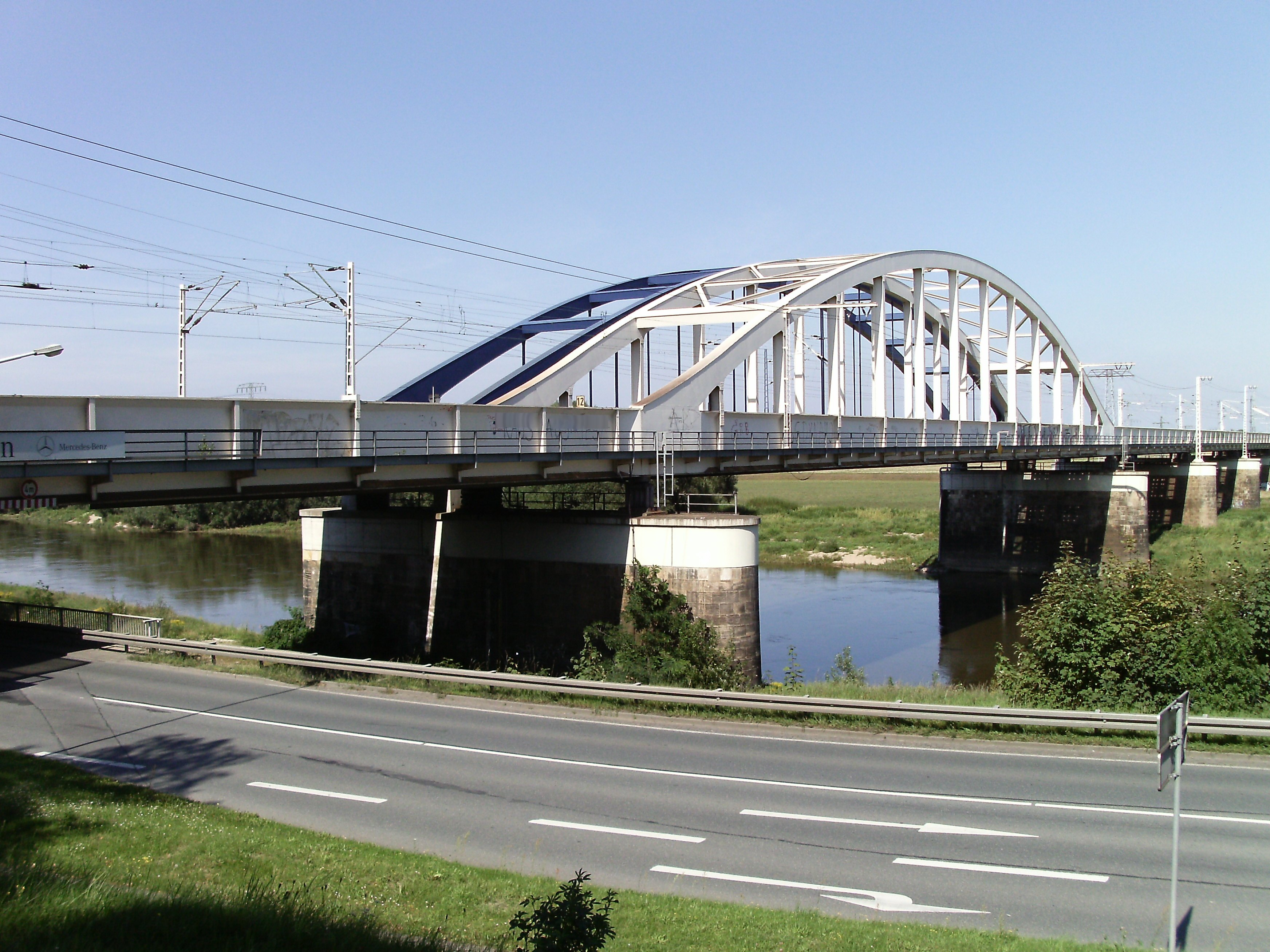
Elbebrücke Riesa (1964–1966)

Eine Besonderheit im Stahlbrückenbau war die Entwicklung, Erprobung und Fertigung eines Behelfsbrückengerätes zur militärischen und zivilen Nutzung in der Zeit von 1976 bis 1986. In Niesky wurden insgesamt 3.060 m einspurige Elemente des Straßenbrückengerätes mit der Bezeichnung SB 30 gefertigt. Der eigentliche Erfolg im Behelfsbrückenbau ergab sich aber erst nach der Privatisierung 1990, nachdem das Brückengerät nach DIN-Regelwerk nachgerechnet und vom Bundesministerium für Verkehr (BMV), Abteilung Straßenbau geprüft und für den Einsatz auf bundesdeutschen Straßen zugelassen wurde. Dabei erfolgten Nachrüstungen des für eine militärische Nutzung ausgelegten Brückengerätes mit Gehwegelementen, Geländern und Leitplanken für eine zivile Nutzung. Ca. 30 % des Brückenparks konnten von Niesky käuflich erworben werden und kommen zusammen mit Ingenieur- und Dienstleistungen als Systemlösungen zur Vermietung. Im Zeitraum von 1990 bis 2005 wurden umgerechnet 6.730 m einspurige Behelfsbrücken von den Nieskyer Stahlbauern im Zuge des Ausbaues des Straßen- und Autobahnnetzes montiert und demontiert. Kein anderes Brückengerät in Deutschland erreichte in diesem Zeitraum einen derartigen Nutzungsgrad.
In der Zeit der Zugehörigkeit zum VEB Metallleichtbaukombinat 1969 bis 1990 war das Werk Niesky durch staatliche Bilanzentscheidungen vom weiteren Brückenbau ausgeschlossen.
Mit dem Wegfall der staatlichen Restriktionen beteiligte sich die Stahlbau Niesky GmbH wieder erfolgreich an Ausschreibungen für den Stahlbrückenbau. So wurde in einer Arbeitsgemeinschaft mit Stahlbau Lavis Offenbach GmbH und Beuchelt GmbH Könnern der erste Brückenneubau über die Elbe nach der Wiedervereinigung in den Jahren 1991 bis 1992 bei Dömitz realisiert. Die Elbebrücke Dömitz mit 178 m Spannweite gilt seitdem als Symbol der Wiedervereinigung. Folgende weiteren erwähnenswerte Bauwerke wurden in diesem Zeitraum gefertigt:
- 1994/95 Mühlenfließbrücke im Zuge A 10 Berliner Ring.[8]
- 1995 Straßenbrücke über die Ruhr bei Witten.
- 1996 Saalebrücke Calbe.
- 1996/98 Mittellandkanalbrücke Hannover „Auf der Horst“.

Nach der Privatisierung 1997 folgten mit den Brücken für das Autobahndreieck Spreeau (1998), der Eisenbahnbrücke Wittenberg (2000) und dem Wasserstraßenkreuz Magdeburg (1998–2003) weitere nennenswerte Auftragsbeteiligungen als Werk Niesky der Stahlbau Plauen GmbH. Die Kanalbrücke Magdeburg im Zuge des Wasserstraßenkreuzes Magdeburg ist die größte ihrer Art in Europa. Für den Bau der insgesamt 9.500 t Stahlkonstruktion wurden Einzelbaugruppen bis zu 150 t Stückgewicht per LKW zur Baustelle geliefert. Hierfür ist die Werkstattfertigung in Niesky gegenüber anderen Wettbewerbern besonders geeignet.

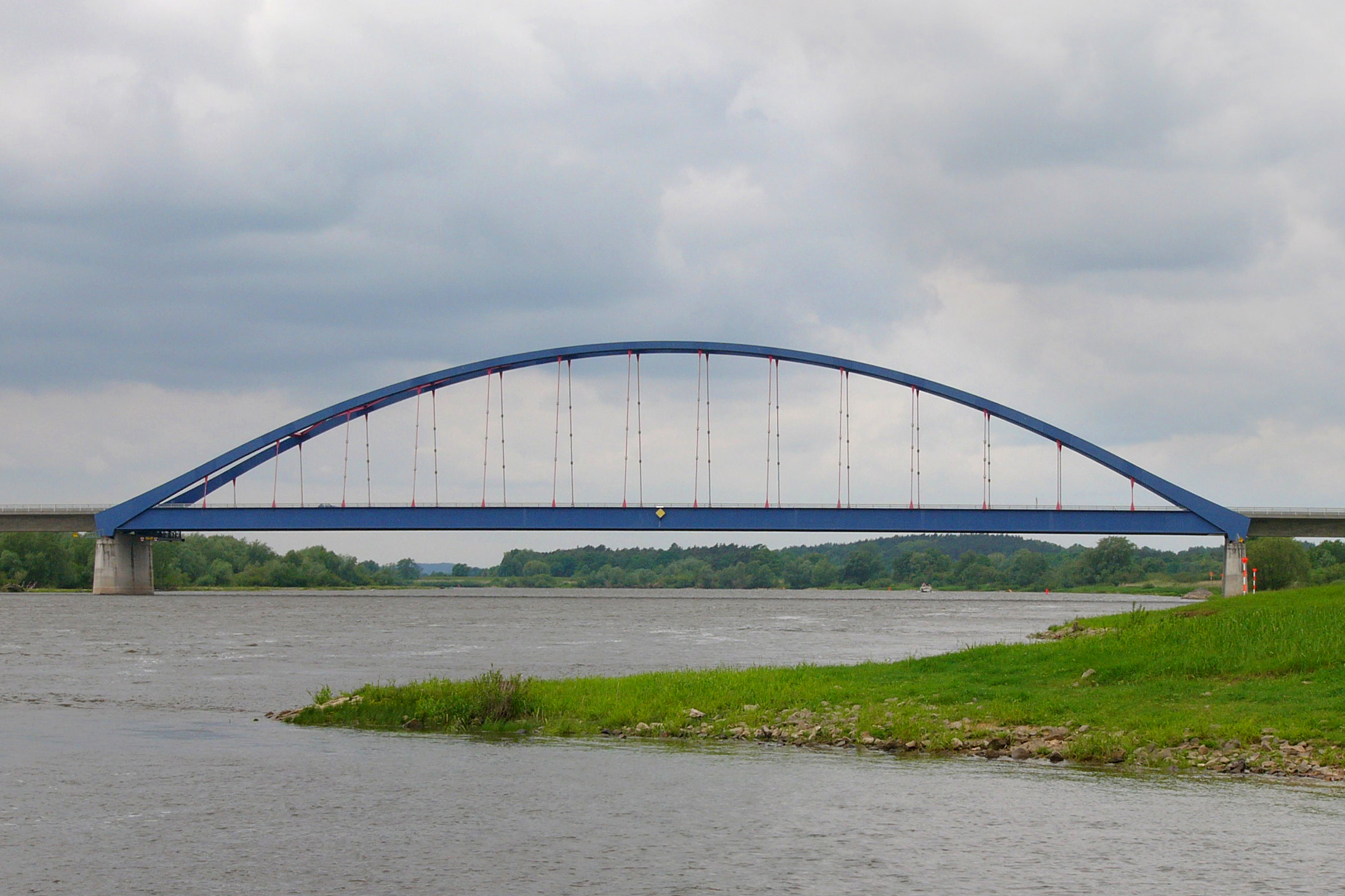
Stabbogenbrücke Dömitz (1992)
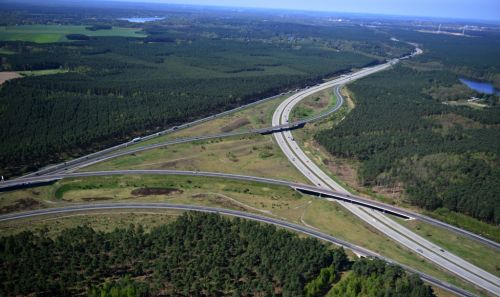
Brücken im Autobahndreieck Spreeau (1998)
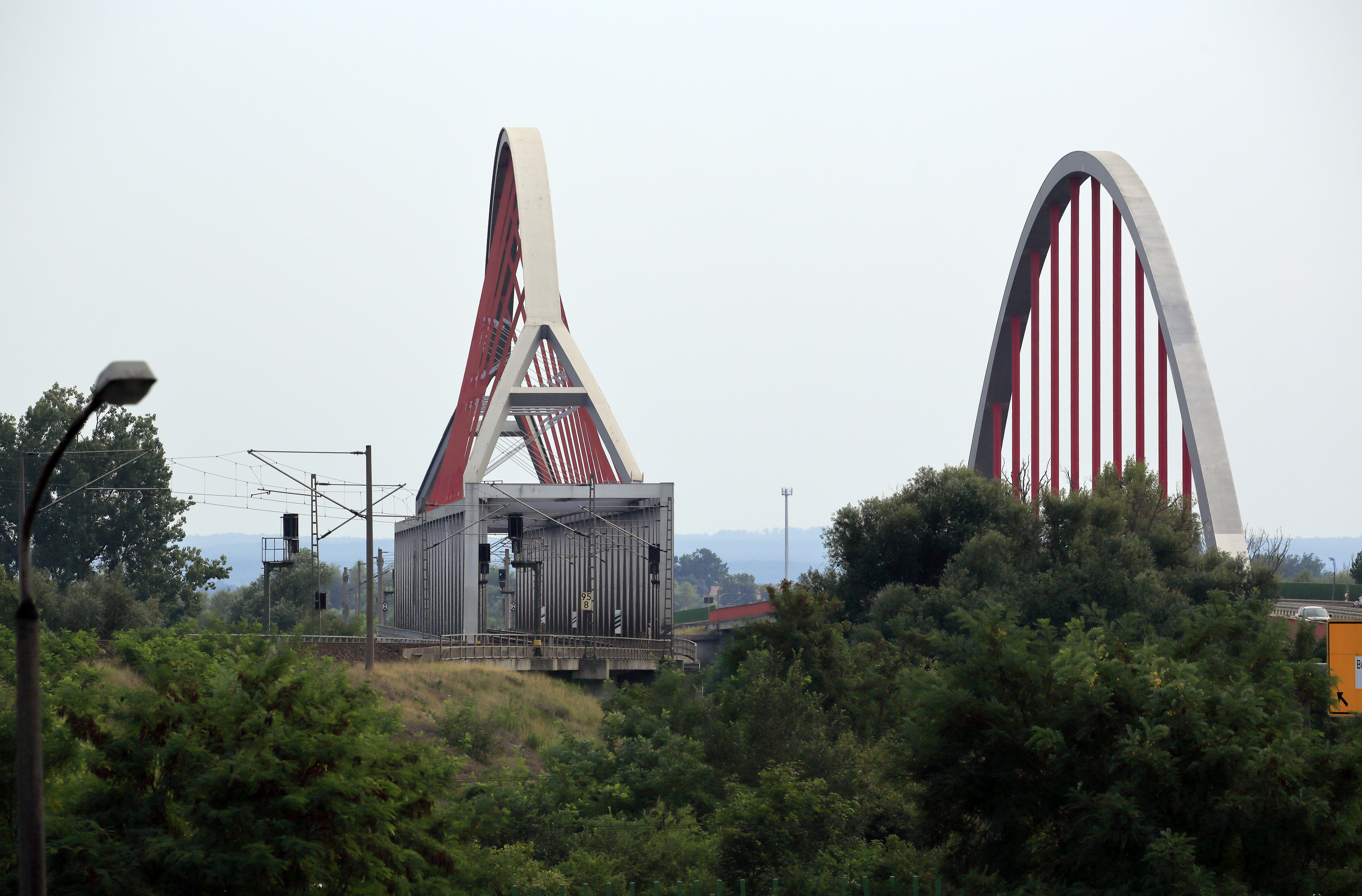
Eisenbahnbrücke Wittenberg (2000)
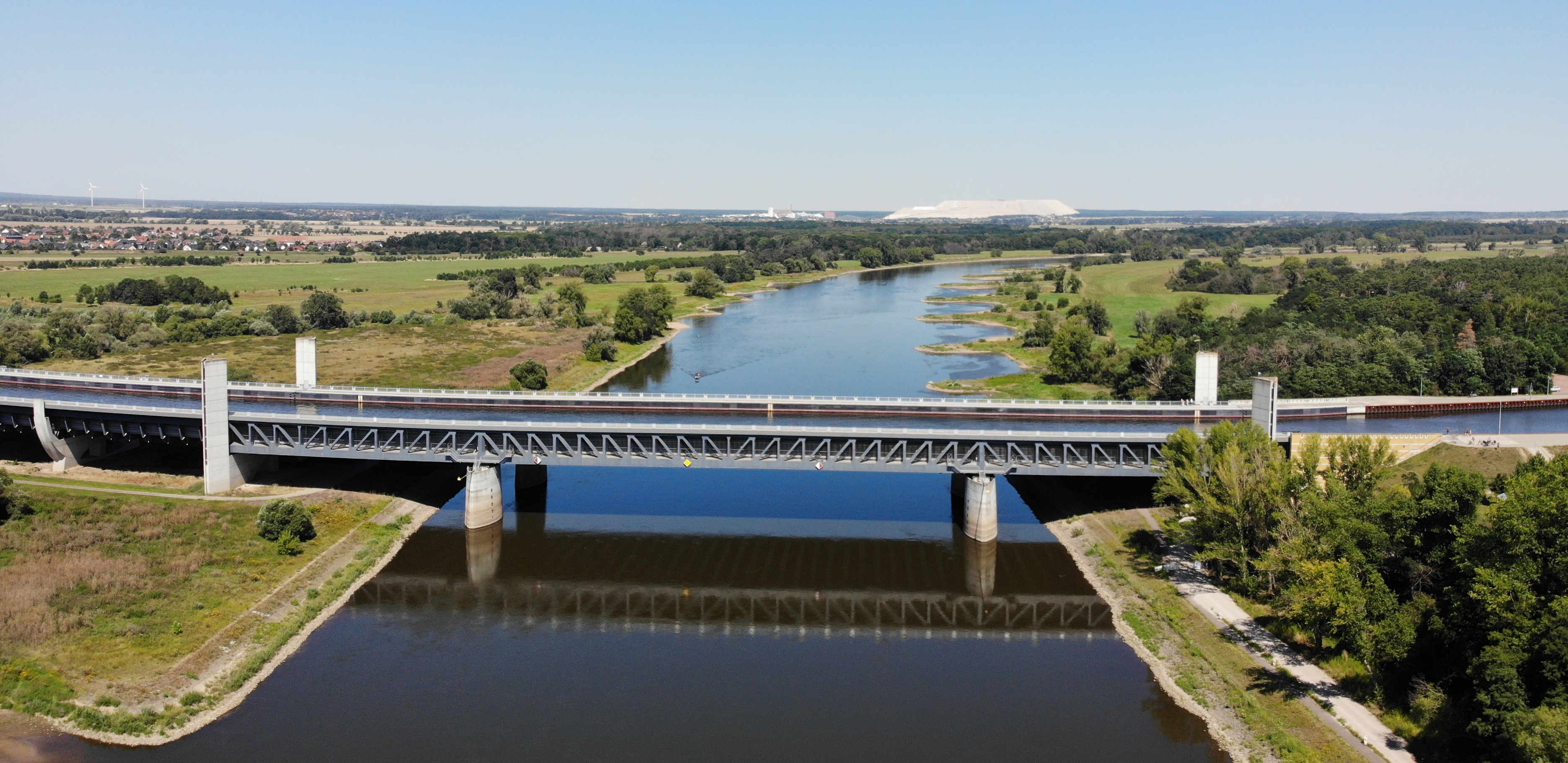
Magdeburg Kanalbrücke (1998–2003)
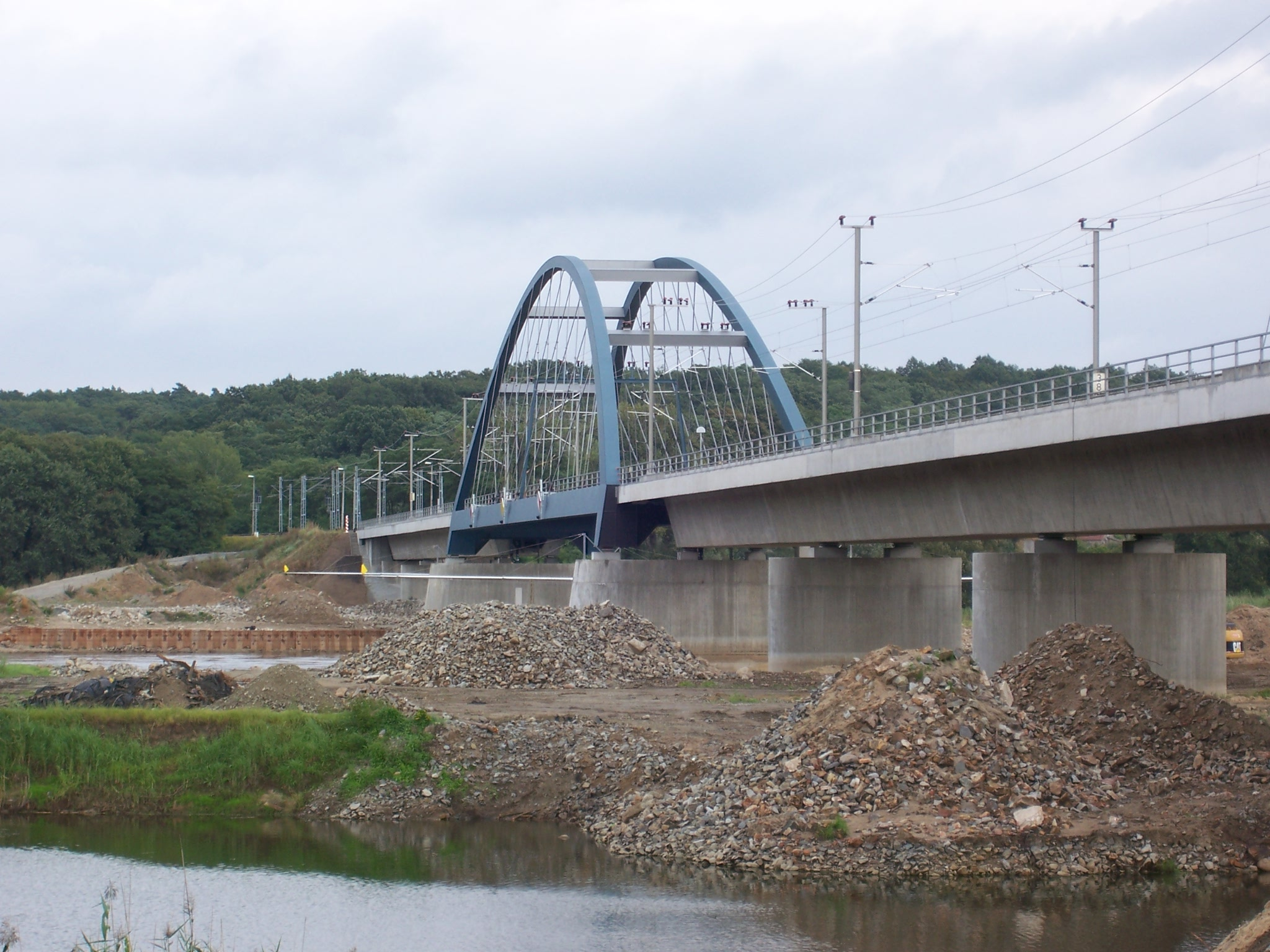
Netzwerkbogenbrücke für die Eisenbahn (2008)
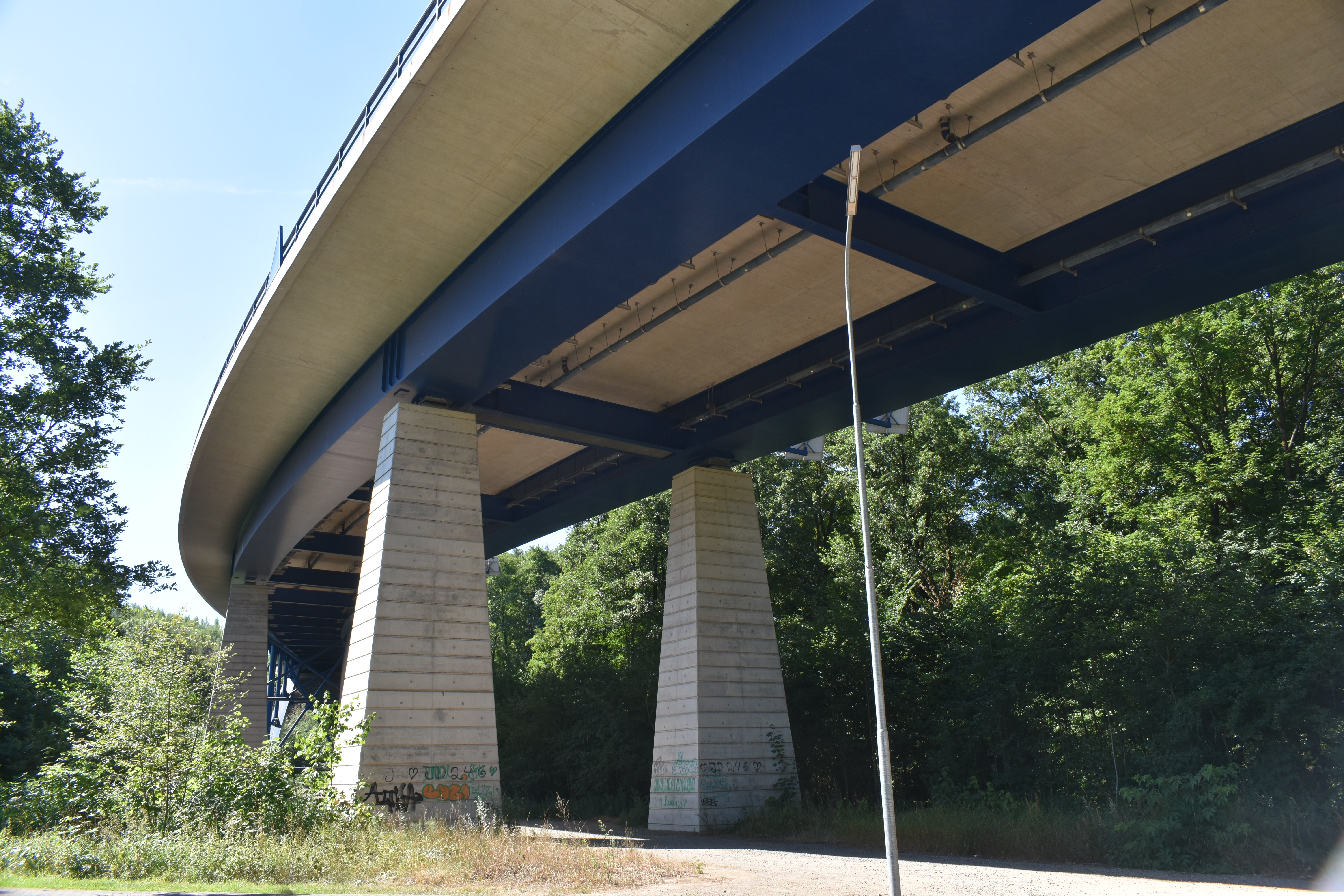
Odertalbrücke (2009–2014)
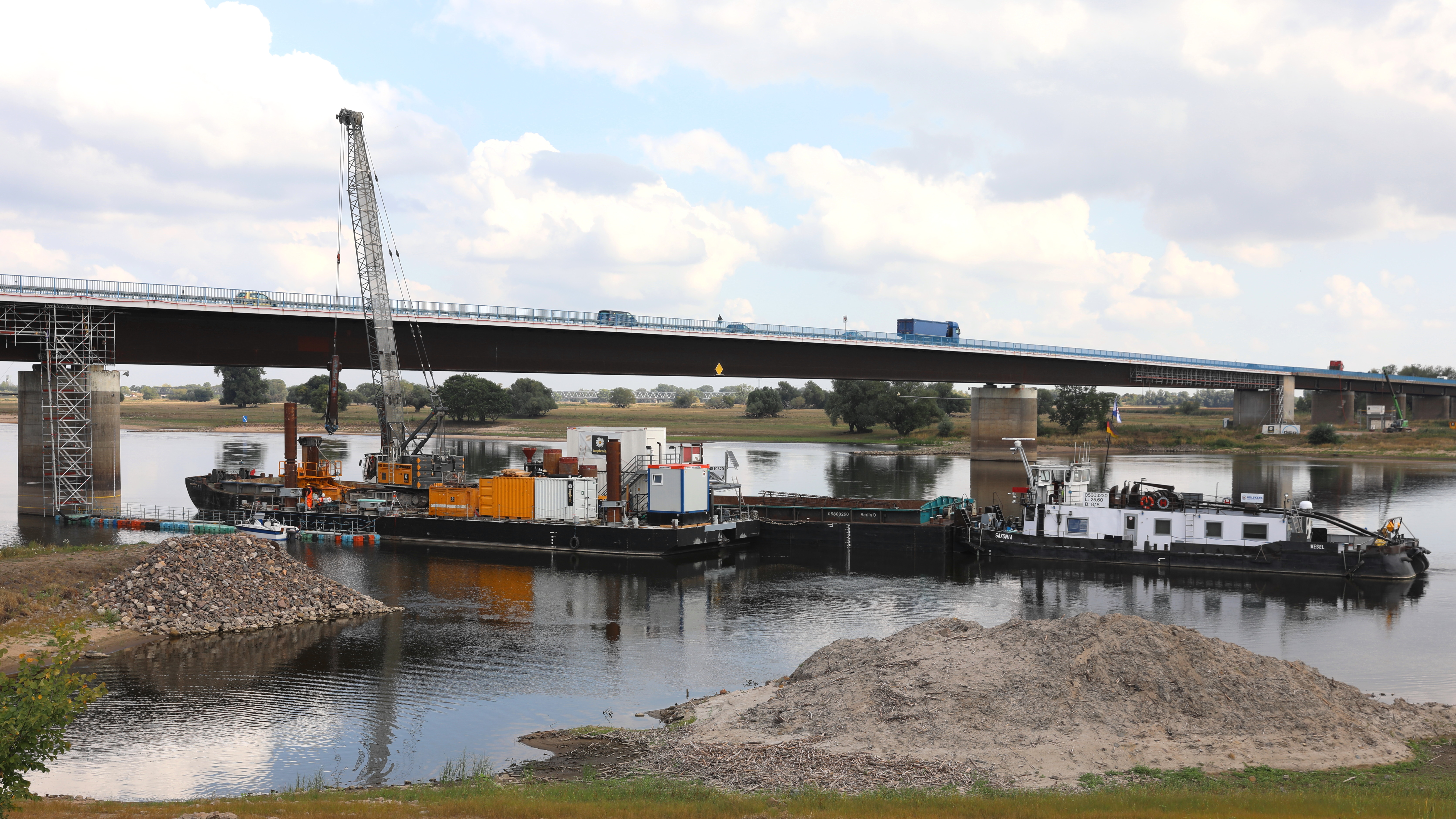
Autobahnbrücke Wittenberge (2023–2025)

2008 wurden durch die Stahl- und Brückenbau Niesky GmbH die ersten beiden Netzwerkbogenbrücken in Deutschland für die DB AG hergestellt und montiert (Rosenbachtalbrücke im Vogtland und Oderbrücke bei Frankfurt/Oder). Im Zeitraum 2009 bis 2014 wurde innerhalb der ARGE Odertalbrücke die gleichnamige Brücke im Zuge der B243N in Bad Lauterberg (Südharz) realisiert. Dabei umfasste der Leistungsanteil von Niesky die Ausführungsplanung sowie die Fertigung und Lieferung einschließlich Montage von 84 Baugruppen mit einer Tonnage von 3.830 t bei Einzelgewichten bis zu 128 t. Hervorzuheben ist die komplizierte Montagetechnologie mit einem abgespannten Freivorbau über 105 m bedingt durch die Überquerung eines FFH-Gebietes.
Zwischen 2013 und 2019 haben die Stahlbauer in Niesky 63 Trogbrücken mit dickem Fahrbahnblech, sogenannte Dickblechbrücken, für die DB AG hergestellt und montiert. Das ist eine spezielle Bauform der Trogbrücken mit einem Bodenblech von meistens 100 mm Blechdicke. Die Besonderheit dabei ist der Verzicht auf Querträger mit dem Vorteil einer schnellen Fertigung, sehr geringer Bauhöhe und einer kurzen Montagezeit. Die in Niesky gefertigten Brücken hatten Überbaulängen zwischen 5,5 m und 25,7 m mit Gesamtbauteilgewichten zwischen 36 t und 123 t. Die verwendeten Bodenbleche waren Grobbleche mit Dicken von 90, 95 und 100 mm aus Stahl S275NL/ML bzw. S355NL/ML.
Als Tochtergesellschaft der DSD Industriemontagen GmbH in Delitzsch ist die Stahl Technologie Niesky GmbH seit 2023 in Bietergemeinschaft mit DSD Brückenbau Berlin GmbH und der Implenia AG an der Realisierung des Stahltragwerkes für die Autobahnbrücke über die Elbe im Zuge der A 14 bei Wittenberge beteiligt.

## Stahlhochbau
Vor und während des Zweiten Weltkrieges wurden Stahlhochbauten, Transportanlagen mit den dazugehörigen Drehscheiben und Schiebebühnen, sowie Kessel und Behälter produziert. Nach dem Krieg war das Wirtschaftsleben völlig zum Erliegen gekommen. Am 17. Juni 1946 begannen zunächst vier Kollegen mit Aufräumungsarbeiten. Überall herrschte Unordnung und Chaos. Maschinen, Werkzeuge und Material sowie die demontierten Dächer der Werkstatthallen waren als Reparationsleistungen abtransportiert worden. Nur die Halle E verfügte noch über ein Dach. Der größte Teil der Arbeitsplätze befand sich somit unter freiem Himmel und alle schweren Arbeiten wurden mit einfachen Hebezeugen erledigt. Viele der ersten Aufträge waren beim Aufbau Berlins abzuwickeln. Allein für den Aufbau der Deutschen Staatsoper wurden bis zum Richtfest 1953 insgesamt 1.500 t Stahl verarbeitet.
Im ersten Jahr der Selbständigkeit nach dem 1. Januar 1952 konnten erste wichtige arbeitserleichternde und produktionssteigernde Investitionen realisiert werden. Es entstanden eine Hofkranbahn, ein Dach für die Halle A und eine Trafostation. Neben den Bauteilen für die Großbaustellen in Berlin folgten weitere große Aufträge für den Aufbau der Grundstoff- und Schwerindustrie in der DDR.
Stellvertretend hierfür sollen genannt werden:
- 1958–1970 Gaskombinat Schwarze Pumpe
- 1959–1961 Brikettfabrik Sonne II
- 1960–1964 Petrolchemisches Kombinat Schwedt
- 1969 Porenbetonwerk Laußig (640 t)
- 1971 Zementwerk Karsdorf
- 1971–1974 Kraftwerk Hagenwerder
- 1977–1988 Kraftwerk Jänschwalde insgesamt 15.000 t

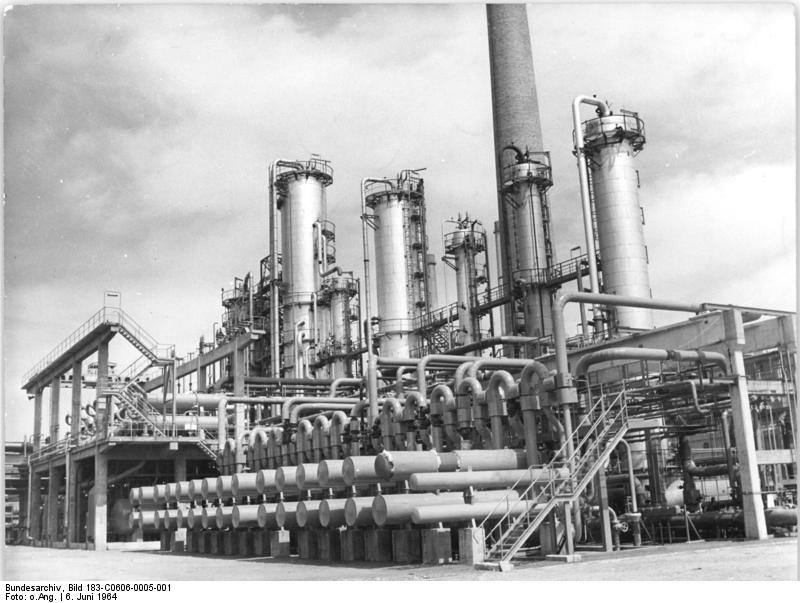
Erdölverarbeitungswerk Schwedt (1960–1964)
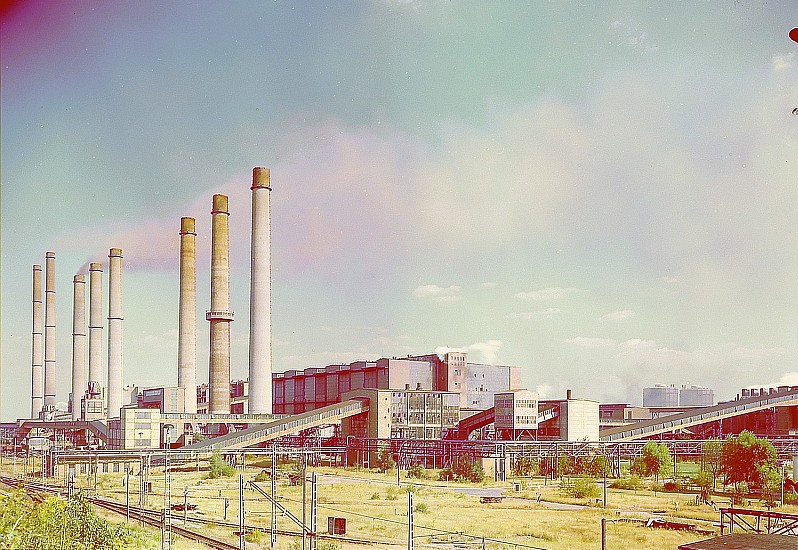
Gaskombinat Schwarze Pumpe (1958–1970)
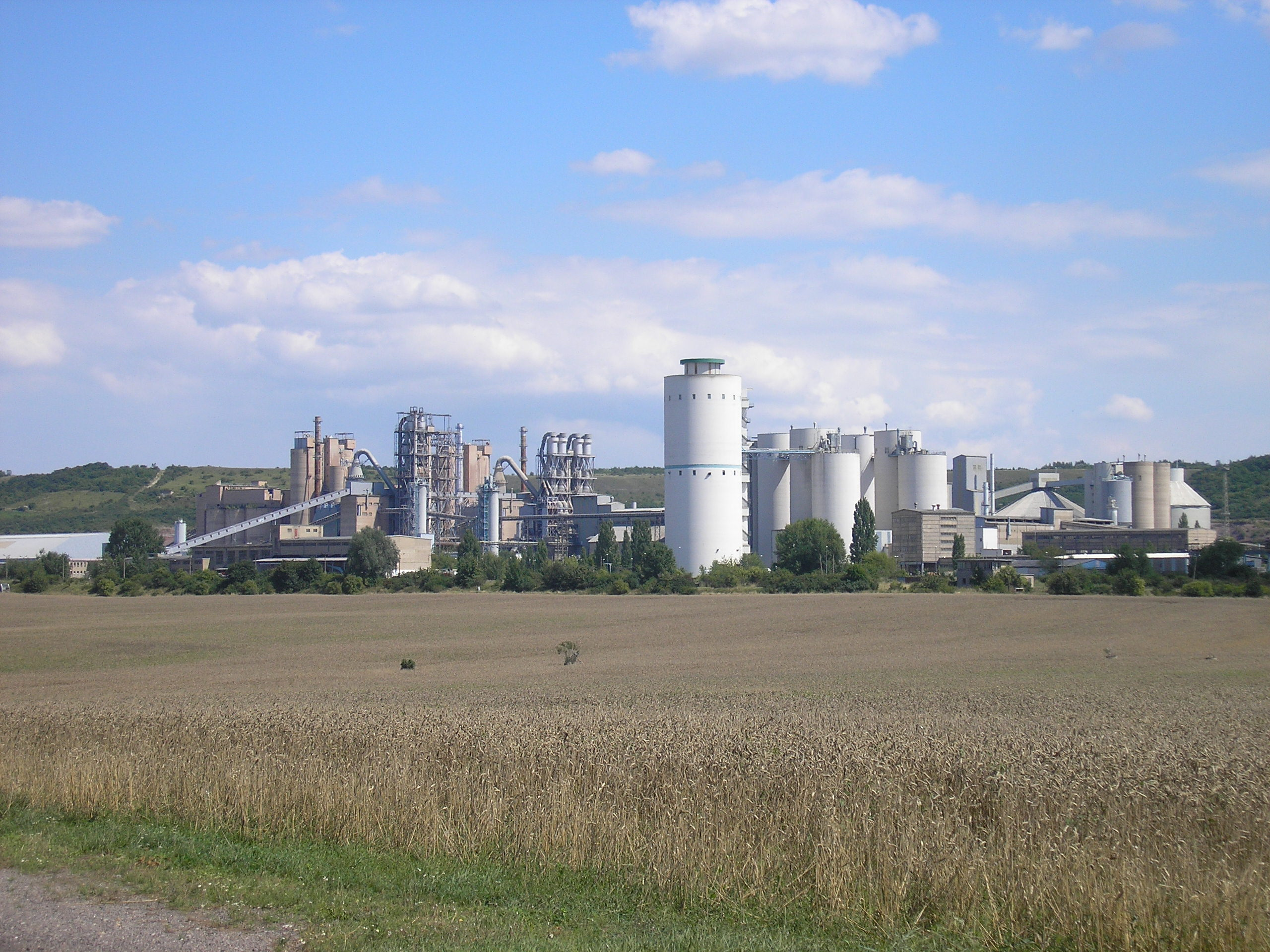
Zementwerk Karsdorf (1971)
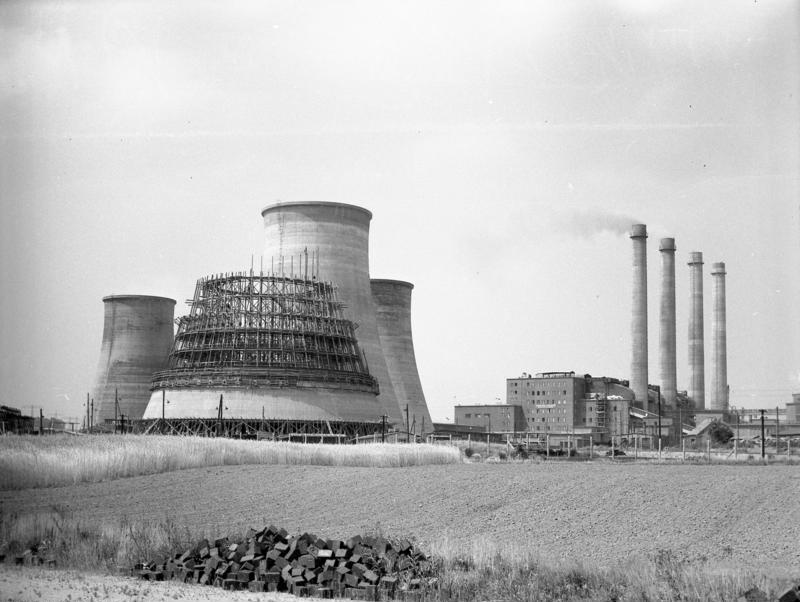
Kraftwerk Hagenwerder (1971–1974)
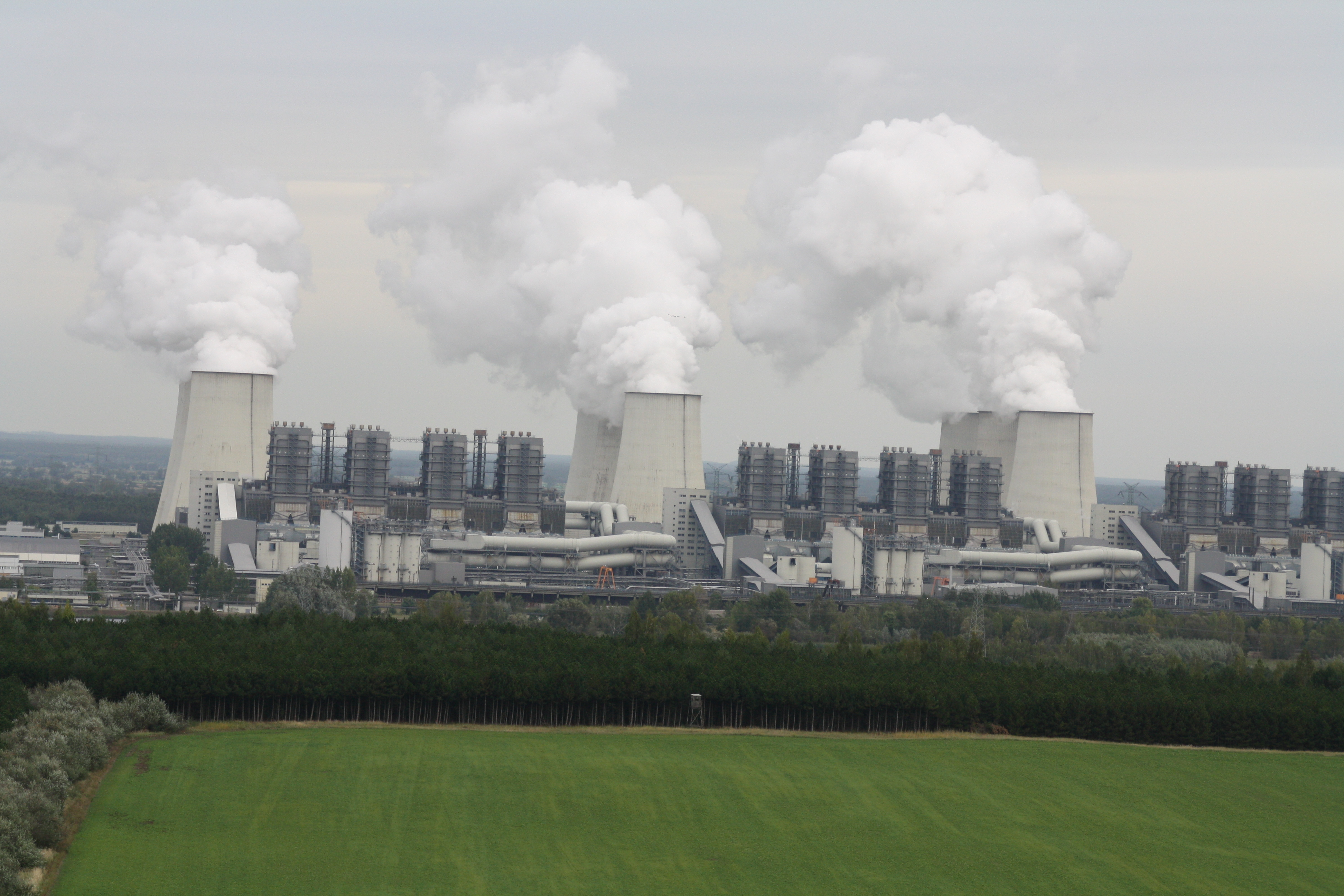
KW Jänschwalde (1977–1988)

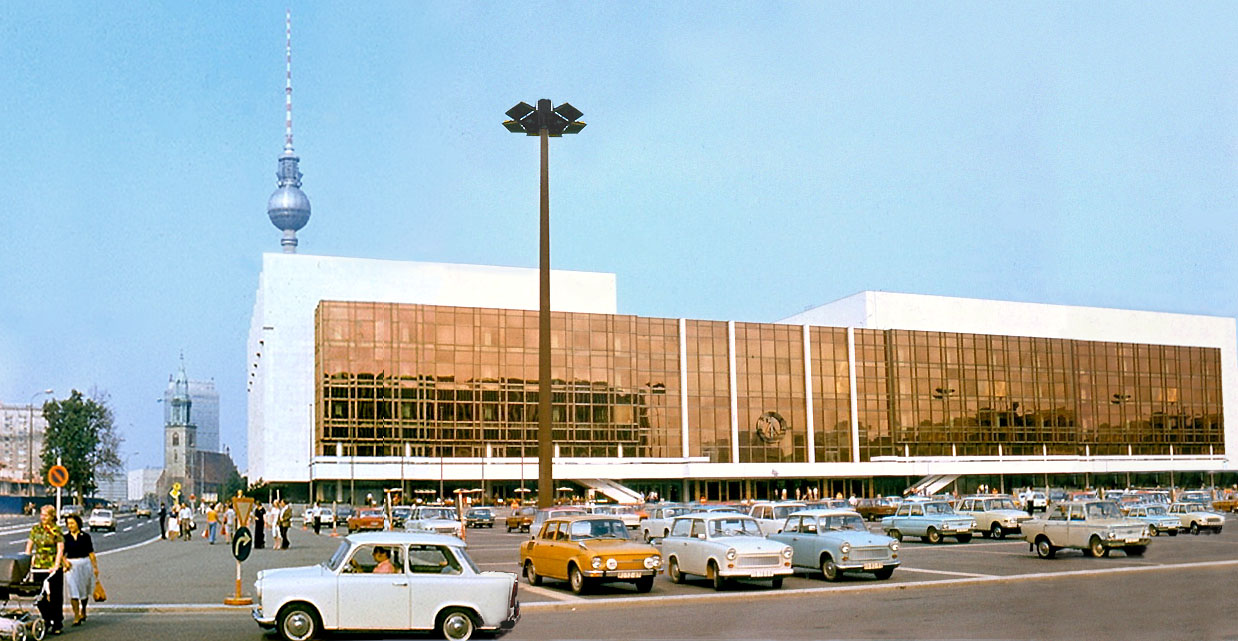
Palast der Republik 1973–1974

Für die Erfahrung und Leistungsfähigkeit des Werkes Niesky spricht die Berufung als vertragsführender Betrieb zur Herstellung der Stahlkonstruktionen für den Palast der Republik. Von insgesamt 23.000 t wurden bis zum Richtfest 1974 von Niesky insgesamt 8.000 t geliefert. Eine technische Meisterleistung war dabei die Fertigung der Dachbinder. Bei einer Spannweite von 90 m und einer Systemhöhe von 6 m betrug das Einzelgewicht 120 t. Die Binder wurden im Werk Niesky komplett vormontiert und passgenau abgebohrt.
Gleichermaßen anspruchsvoll war die Realisierung der Schiffbauhalle 60 für die MTW Kompaktwerft Wismar. In Arbeitsgemeinschaft mit den Werken in Parey und Leipzig wurden dazu 1996/97 etwa 18.000 t Stahlkonstruktionen geliefert. Die Halle hatte nach Fertigstellung die Abmessungen von 395 × 155 m und besitzt eine Höhe von 69 m und wurde für die Sektionsbauweise im Schiffbau konzipiert.
Nach der Privatisierung war das Werk Niesky an der Lieferung der Stahlkonstruktionen für den Fernbahnhof Frankfurt am Main Flughafen mit 8.410 t schwerstem Stahlbau beteiligt. Im gleichen Zeitraum wurden Stahlkonstruktionen für die neuen Kraftwerke Schwarze Pumpe, Kraftwerk Lippendorf und Kraftwerk Boxberg sowie 4.011 t für die Dockhalle der Meyer-Werft in Papenburg geliefert.

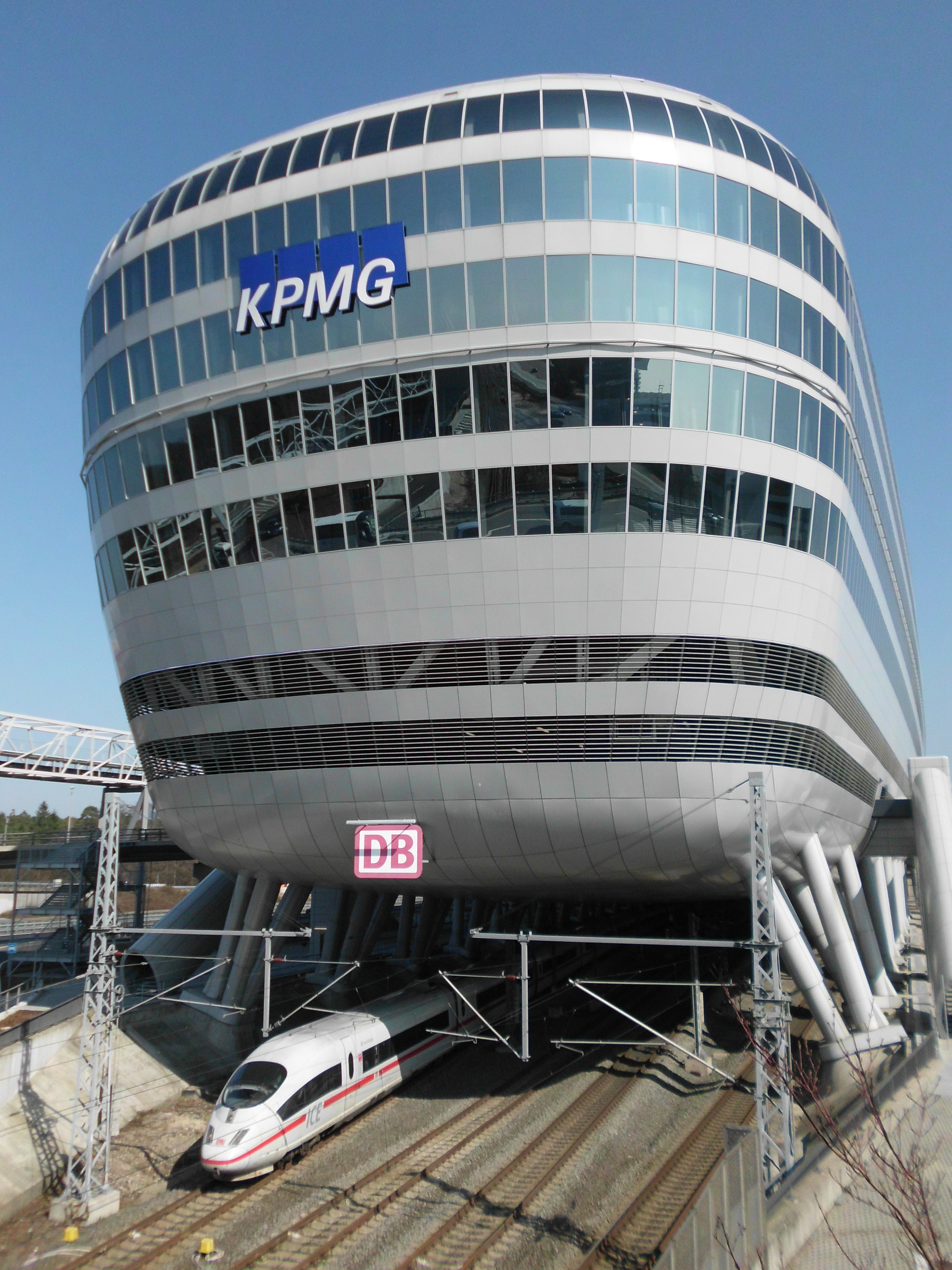
ICE-Bahnhof Frankfurt (1997)
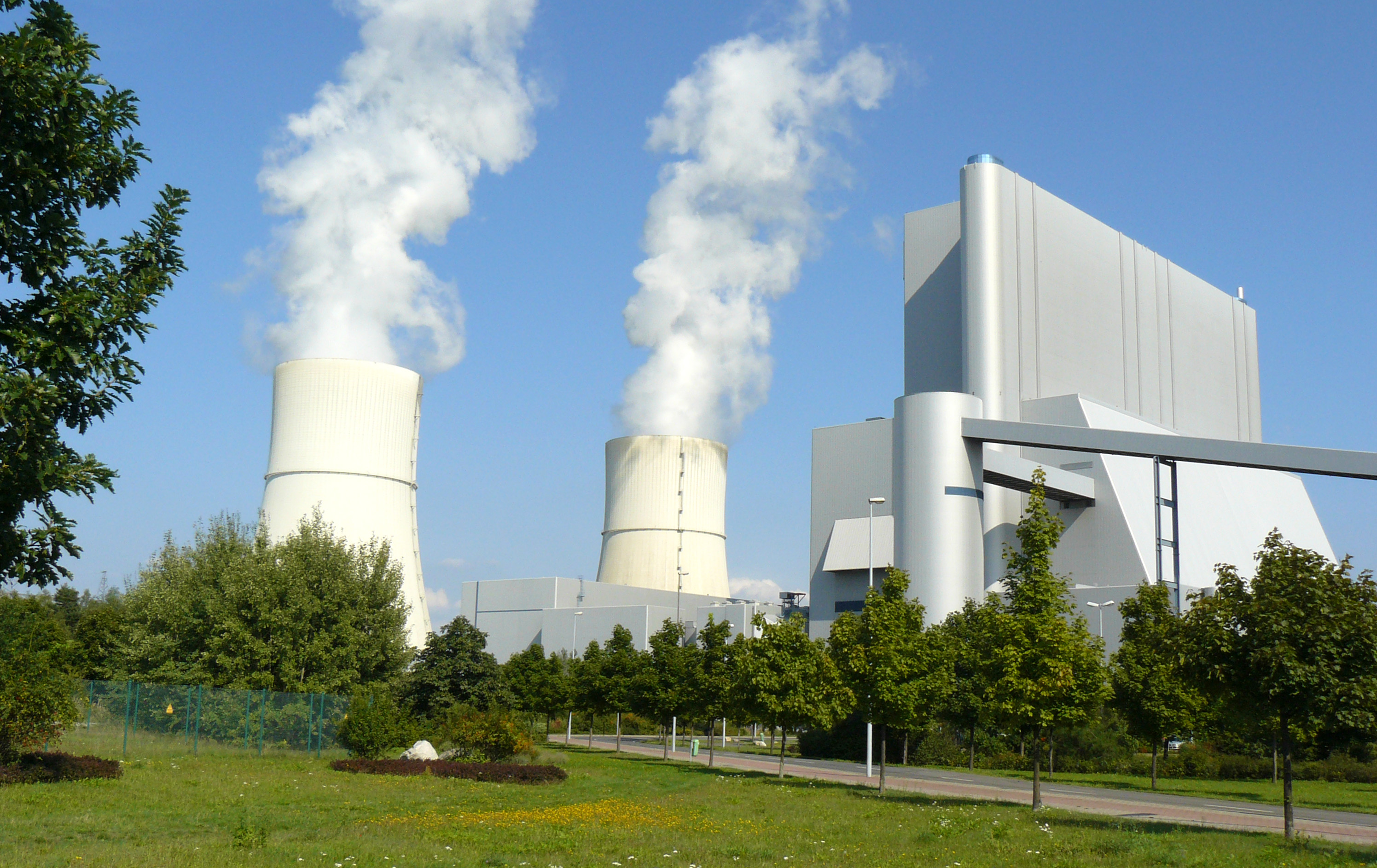
KW Schwarze Pumpe (1998)
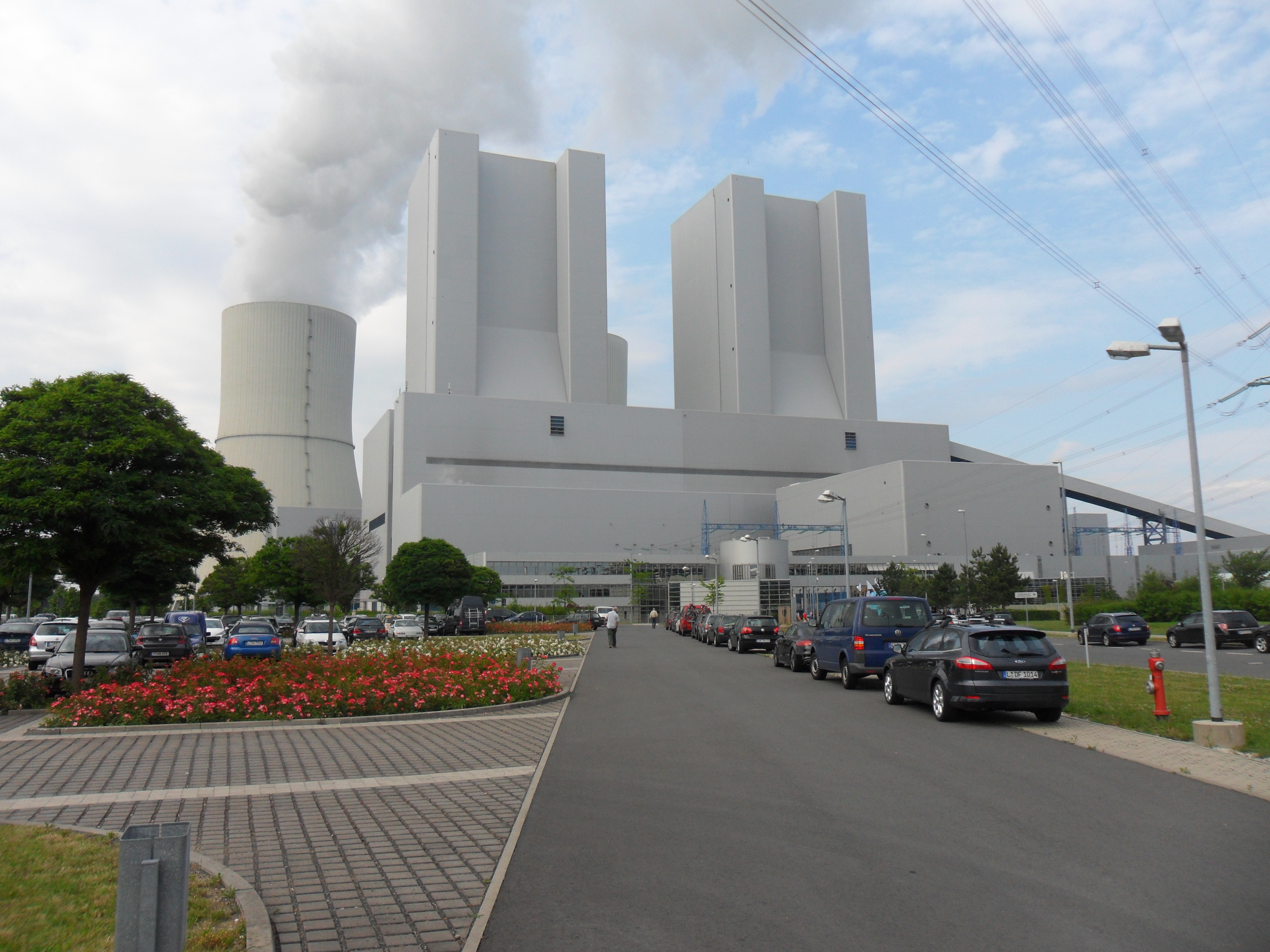
Kraftwerk Lippendorf (2000)
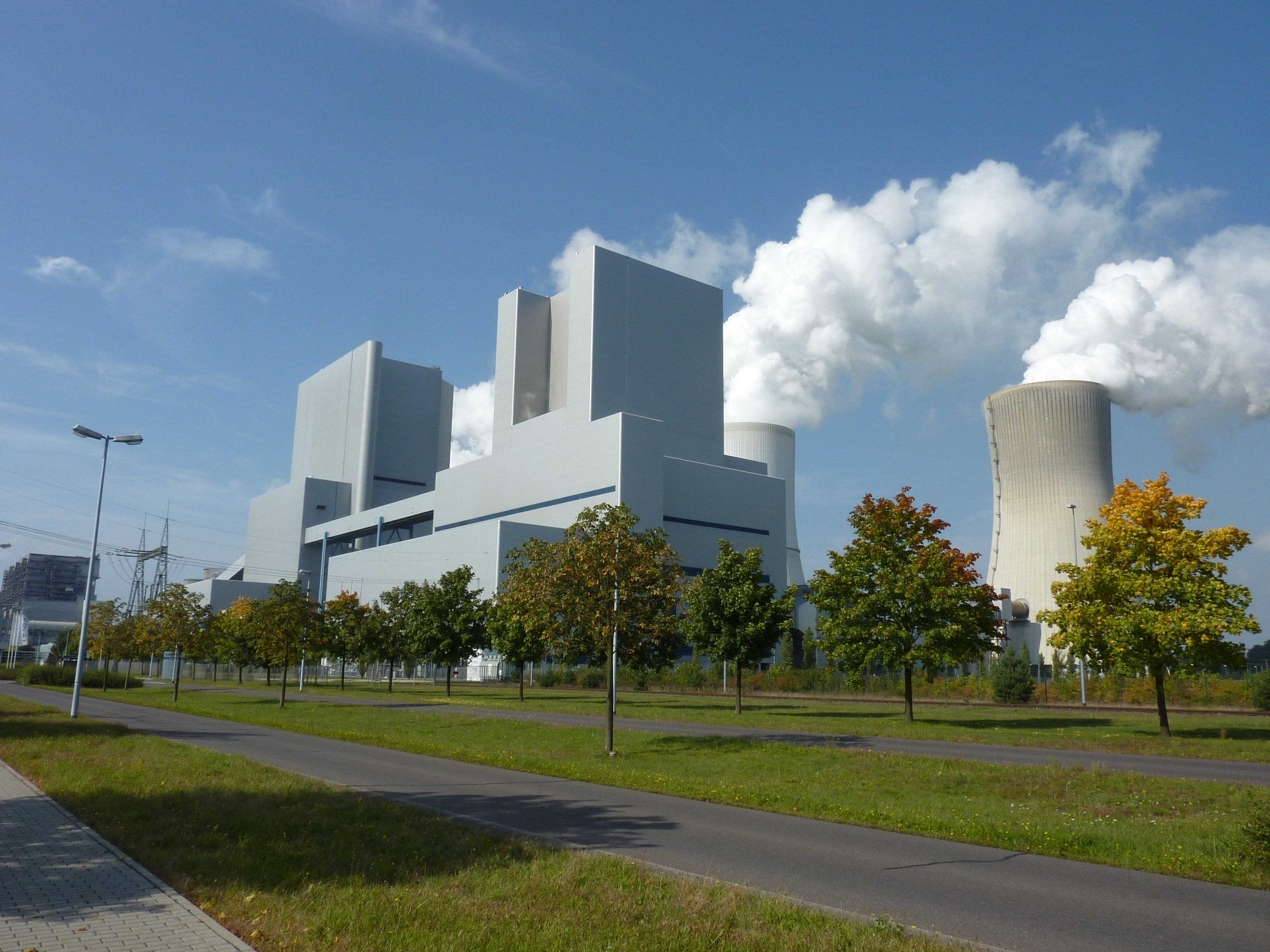
KW Boxberg Block R (2012)

## Export von Stahlkonstruktionen
Erste Erfahrungen im Export als volkseigener Betrieb waren bereits 1956 mit der Lieferung eines Lokschuppens und einer Drehscheibe nach Ägypten gesammelt worden.
Durch diese Exportaufträge konnte sich das Werk Niesky verhältnismäßig zeitig mit der Abwicklung und den Vorschriften für den Export vertraut machen. In den ersten Jahren erfolgten Lieferungen 1969 für eine Zuckerfabrik nach Uruguay mit 1.800 t, in die Bundesrepublik Deutschland für eine Schule in Oberursel, nach Griechenland für Umspannwerke und 1973 für ein Stahlwerk in Algerien.
Ab 1974 wurden innerhalb von vier Jahren insgesamt 14.500 t schwere Stahlkonstruktionen für das Zellulosekombinat Ust-Ilimsk in der Sowjetunion gefertigt und geliefert.
Im Zeitraum 1983–1989 wurden umfangreiche Kraftwerksbauten für Aalborg Boilers in Dänemark beliefert. Weitere Exporte in die Bundesrepublik Deutschland waren u. a.:
- 1983 Bandbrücken für Dillinger Stahlbau
- 1985 Schiffbauhalle Bremer Vulkan
- 1988 REA Kraftwerk Hannover
- 1988 Schiffbauhalle HDW Kiel

## Komplettbau

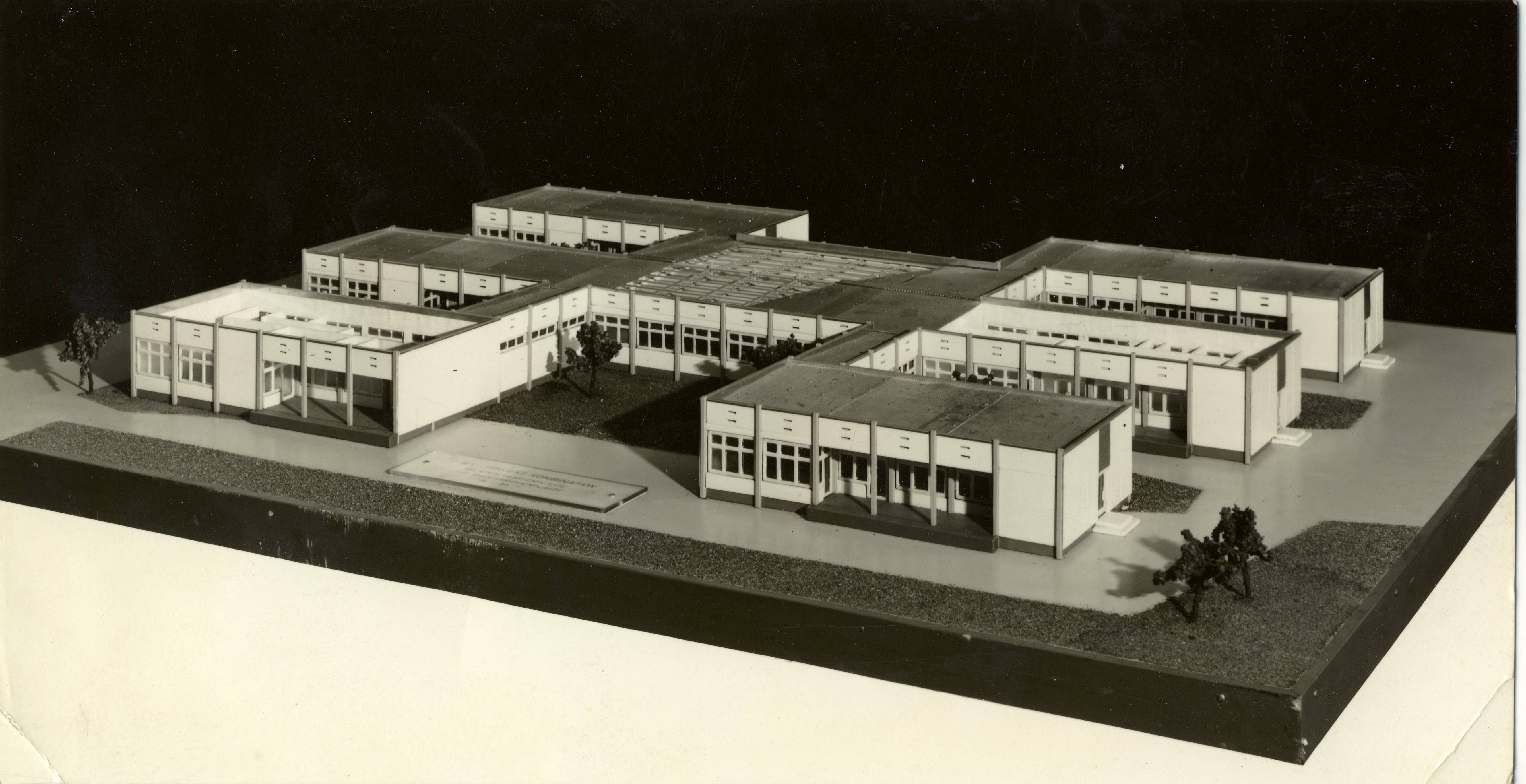
Modulelemente für Kindergärten und Ferieneinrichtungen 1967

Die Entwicklung von Kühlhäusern reicht bis in die 1960er Jahre zurück. Nach der Errichtung eines Versuchsbaus in Borthen bei Dresden wurden danach 11 weitere Kühlhäuser auf Baustellen in die DDR geliefert. 1977 konnte dann das erste Haus in den Irak exportiert werden. Weitere Lieferungen erfolgten nach Jugoslawien und Ungarn. Im Lauf der Folgejahre wurden mehr als 240 komplette Kühlhäuser in die Sowjetunion geliefert, für die das Werk Niesky wegen des hohen Ausrüstungsanteiles als Generallieferant fungierte.
In Kooperation mit Werk Niesky erfolgte ab Mitte der sechziger Jahre die Entwicklung und Erprobung von vorgefertigten Bauelementen in Modulbauweise für Kindergärten, die dann auch als Ferieneinrichtungen und Bürogebäude Verwendung fanden.
Nach der Privatisierung konnten 1991 BP-Tankstellen in Zittau, Bautzen, Apolda, Gotha, Halle, Mittweida und Spremberg als Komplettbauten errichtet werden. Es folgten 1992 ARAL-Tankstellen in Niesky, Zittau und Rietschen.

## Betriebsdirektoren, Werkleiter und Geschäftsführer
- 1952–1953   Joseph Vtelensky
- 1953–1961   Walter Noll
- 1962–1984   Joachim Omonsky[9]
- 1984–1986   Herbert Knittel
- 1986–1990   Klaus Neumann
- 1990–1992   Klaus Neumann, Eberhard Donat
- 1992–1994   Klaus Meyer
- 1994–1995   Hans Johne
- 1995–1997   Jochen Schmidt
- 1997–1998   Matthias Zuckschwerdt
- 1998–2001   Horst Schumann
- 2001–2004   Horst Schumann
- 2002–2004   Erhard Thiele
- 2004–2007   Volkmar Nemak
- 2006–2010   Wolfgang Gräßlin
- 2007–2019   Elke Duntsch
- 2017–2019   Robert Unger
- 2019–2020   Insolvenzverwalter Ralf Hage
- Seit 03/2020  Philipp Hänel